# 柳叶小檗
柳叶小檗（学名：Berberis salicaria）是小檗科小檗属的植物，为中国的特有植物。分布在中国大陆的湖北、陕西、甘肃等地，生长于海拔1,200米的地区，常生长在山坡疏林中、林下或林缘，目前尚未由人工引种栽培。